# Военный переворот в Мали (2020)
 Военный переворот в Мали произошёл 18 августа 2020 года в результате вмешательства Вооружённых сил Мали под командованием полковника Садио Камары в политический кризис.

## Предыстория
Протесты в Мали продолжались с 5 июня. Протестующие призывали к отставке президента Ибрагима Бубакара Кейты. Протестующие были недовольны продолжающимся существованием повстанческого движения, предполагаемой коррупцией в правительстве и неустойчивой экономикой.

## Хронология
18 августа 2020 года части Вооруженных сил Мали устроили мятеж. Солдаты на пикапах штурмовали военную базу Саундиата в городе Кати, где произошла перестрелка до того, как раздали оружие из оружейного склада, и были арестованы старшие офицеры. На улицах города были замечены танки и бронетехника, а также военные грузовики, направлявшиеся в столицу Бамако.
Мятежники, предположительно возглавляемые полковником Садио Камара, арестовали министра финансов Абдулая Даффе, начальника штаба национальной гвардии, и Муссу Тимбине, спикера Национального собрания. Сообщается, что президент Ибраим Бубакар Кейта был переведён в безопасное место.
Уже к вечеру мятежники арестовали президента страны Ибраима Бубакара Кейта, сына президента Карима Кейта и премьер-министра Бубу Сиссе. Помимо этого, задержаны были ряд министров и высокопоставленных офицеров страны, в том числе главы министерства иностранных дел и министерства обороны. Ранее путчисты выдвинули требование, чтобы действующий президент Мали Ибрагим Бубакар Кейта покинул страну. Представитель оппозиционной коалиции M5-RFP приветствовал задержание руководства страны, назвав его «народным восстанием».
Руководство страны было доставлено на бронетранспортёрах в военный лагерь в Кати, где изначально и началось восстание. Когда стало известно о мятеже, сотни протестующих собрались у Монумента независимости Бамако, чтобы потребовать отставки Кейты. Протестующие также подожгли здание министерства юстиции.

## Последствия
Президент Кейта ушёл в отставку около полуночи, одновременно распустив правительство и парламент. «Я не хочу, чтобы проливалась кровь для сохранения моей власти», — добавил он.
Было объявлено о создании Национального комитета спасения народа во главе с полковником Ассими Гоита, военное руководство приказало закрыть все пограничные переходы и ввело комендантский час в ночное время. «На сегодняшний день, 19 августа 2020 года, все воздушные и наземные границы закрыты до дальнейшего уведомления. Комендантский час действует с 21:00 до 05:00 до дальнейшего уведомления», — заявил в телеобращении полковник Исмаэль Ваге, заместитель командующего ВВС Мали. Он также пригласил оппозиционные группы на переговоры о новых выборах.
Член оппозиции Махмуд Дико объявил, что уходит из политики в результате встречи между ним и некоторыми солдатами, участвовавшими в мятеже.
Лидеры переворота пообещали новые выборы в «разумные сроки», не уточняя, что это означает.
Экономическое сообщество стран Западной Африки 20 августа приостановило членство Мали в организации и наложило на страну торговое и финансовое эмбарго с требованием передачи власти гражданским. 21 сентября Национальный комитет спасения народа, сформированный военными после переворота, объявил о наделении Ба Ндау полномочиями временного президента на переходный период длительностью 18 месяцев. 
25 сентября 2020 года Ба Ндау принёс присягу и вступил в должность (вместе с ним в должность вице-президента вступил председатель НКСН Ассими Гоита).
27 сентября 2020 года Ба Ндау назначил Моктара Уана временным премьер-министром Мали.